# 에드워드 티치
검은 수염 에드워드 티치(Edward Teach "Blackbeard", 1680년 ~ 1718년 11월 22일)는 서인도 제도와 미주 동부 해안에서 활동하던 18세기의 악명높은 잉글랜드계 해적이다. 앤 여왕 전쟁 때 사략선 선원으로 복무하고 바하마의 뉴프로비던스섬에 정착했다. 당시 뉴프로비던스는 해적 선장 벤저민 호르니골드의 본거지였고, 티치는 1716년을 전후해서 호르니골드 해적단에 입단했다. 호르니골드는 이후 해적질을 하다가 나포한 슬루프 한 척을 티치에게 맡겼고, 둘이는 셀 수 없이 많은 해적질을 하고 다녔다. 해적단은 계속 배를 나포하면서 세력이 커져갔고, 스티드 보넷도 호르니골드와 티치의 해적단의 배 중 한 척의 선장을 지냈다. 그러나 1717년 말엽 호르니골드는 배 두 척을 가져가면서 해적에서 은퇴했다.
프랑스 상선 한 척을 나포한 티치는 배의 이름을 앤 여왕의 복수호라고 명명하고 대포 40문을 장비했다. 유명 해적으로 부상한 티치는 뻑뻑한 검은 수염과 공포스러운 외모로 "검은 수염(Blackbeard)"이라는 별명을 얻었다. 티치는 적들을 공포에 질리게 하기 위해 모자 아래에 화승을 묶고 불을 붙이고 다녔다고 한다. 티치는 해적 동맹을 결성하여 사우스캐롤라이나 찰스턴 항을 봉쇄하는 위명을 떨친다. 찰스턴 시민들에게서 돈을 뜯어낸 뒤 티치는 앤 여왕의 복수호를 노스캐롤라이나 뷰포트 인근의 모래톱에 좌초시키고 보넷과 결별, 노스캐롤라이나 바스 읍에 정착하여 사면령을 받아들였다. 그러나 얼마 뒤 티치는 다시 해적질로 복귀했고, 버지니아 주지사 알렉산더 스퍼츠우드는 병사, 수병들을 조직하여 티치 토벌에 나섰다. 그리하여 1718년 11월 22일 로버트 메이너드 중위가 이끄는 소규모 군대의 공격을 받은 티치는 그 선원들과 함께 격렬한 전투 끝에 죽임을 당했다.

## 어린 시절
에드워드 티치의 초기 생애에 대해서는 알려진 바가 거의 없으며 그가 사망할 당시의 나이는 35세에서 40세 사이였으므로 1680년경에 태어난 것으로 추정된다. 티치는 국제적으로 중요한 해상 무역 거점이자 영국에서 두 번째로 큰 도시였던 브리스틀에서 자랐을 가능성이 크다.

## 해적 경력
해적 역사상 가장 흉포하고 잔인한 해적이였으며
약탈한 배의 생존자는 남겨두지 않았다고 전해진다. 또한 검은수염은 수많은 정부의 상선과 주요 인사들이 탄 배를 공격하였다. 결국 정부는 바다의 안전과 다른 나라와의 거래에 손해가 가지 않도록 검은수염을 제거대상으로 선정. 그의 목에
크나큰 현상금을 걸게되었다. 검은수염은 종종 부하들을 죽이고 자신의 수염을 태우고 다녔는데 이는 자신이 검은수염이며 자신이 누구인지 부하들에게 똑똑히 알리고자 한 것이였다.

## 사망
그는 로버트 메이너드의 군대와의 치열한 전투 중에 메이너드의 부하 중 하나에게 목이 베이는 중상을 당하고 이어서 공격을 받아 사망했다. 티치가 죽자 해적들은 곧 항복했다.

## 사망 이후
에드워드 티치가 죽자 로버트 메이너드 중위는
검은수염의 목에 걸린 현상금을 얻고 자신의 용맹을 사람들에게 알리고 해적들에게 위협을 주고자 검은수염의 머리를 자신의 뱃머리 앞에 매달고 다녔다.

## 대중 매체
일본 만화 원피스의 거물급인 두 해적 에드워드 뉴게이트와 마샬 D. 티치는 이 인물을 참고한 것이다. 에드워드 티치의 원래 별명인 검은 수염은 마샬 D. 티치가 가져갔고 에드워드 뉴게이트는 흰 수염이라는, 에드워드 티치의 별명과 대척되는 별명이 붙어졌다.